# Смоквица Вела
43° 43′ 46″ N 15° 28′ 26″ E / 43.72944° С; 15.47389° И
Смоквица Вела (у неким картама и Шмоквица) је ненасељено острво у хрватском дијелу Јадранског мора. Налази се у Корнатском архипелагу југоисточно од рта Опат на острву Корнату. Њена површина износи 1,04 km², док дужина обалске линије износи 6,17 km. Највиши врх — Вели врх је висок 95 m. Грађена је од кречњака и доломита кредне старости. На јужној страни острва налази се залив Лојена. На острву се налази свјетионик. Административно припада општини Муртер-Корнати у Шибенско-книнској жупанији.